# Мальвазиа, Алессандро
Алессандро Мальвазиа (итал. Alessandro Malvasia; 26 апреля 1748, Болонья, Папская область — 12 сентября 1819, Равенна, Папская область) — итальянский куриальный кардинал, доктор обоих прав. Асессор Верховной Священной Конгрегации Римской и Вселенской Инквизиции с февраля 1801 по 8 марта 1816. Кардинал-священник с 8 марта 1816, с титулом церкви Санта-Кроче-ин-Джерусалемме с 29 апреля 1816 по 12 сентября 1819. 